# 86P/Wild
La comète Wild 3, officiellement 86P/Wild 3, est une comète périodique du système solaire, découverte début mai 1980 par Paul Wild à l'Institut d'astronomie de l'université de Berne.